# First Look Media
First Look Media es una organización de noticias fundada por Pierre Omidyar que fue anunciada por primera vez en octubre de 2013 como un territorio de "periodismo independiente original". El proyecto es una colaboración con Glenn Greenwald, Jeremy Scahill, y Laura Poitras a los que Omidyar prometió un fondo de 250 millones de dólares. La organización ha anunciado planes para apoyar múltiples publicaciones, la primera de las cuales es The Intercept, que se lanzó en febrero de 2014. Una segunda publicación, aún sin nombre, que se centraría en la corrupción financiera y política, fue anunciada en febrero de 2014, encabezada por Matt Taibbi está previsto que empiece a publicarse a finales del año 2014.